# 南寧道
南寧道（なんねい-どう）は中華民国北京政府により設置された広西省の道。

## 沿革
1913年（民国2年）、邕南道としてに設置。観察使は武鳴県（武縁県より改称）に置かれ、下部に南寧、隆安、扶南、武鳴、永淳、横県、賓陽、上林、那馬、上思の10県及び土忠の1州、果化、帰徳の2土州、定羅、都陽、安定、古零、興隆、旧城、白山、遷隆峒の8土司を管轄した。1914年（民国3年）5月に南寧道と改称、観察使も道尹と改められ、治所は邕寧県（南寧県より改称）に移された。1915年（民国4年）8月に都安、隆山、果徳（果化土州・帰徳土州より改編）の3県、1916年（民国5年）9月に綏淥県（土忠州より改編）が新設された。1926年（民国15年）に廃止されている。

## 行政区画
廃止直前下部の14県、8土司を管轄した。（50音順）
- 県
  - 永淳県
  - 横県
  - 果徳県
  - 上思県
  - 上林県
  - 綏淥県
  - 都安県
  - 那馬県
  - 賓陽県
  - 扶南県
  - 武鳴県
  - 邕寧県
  - 隆安県
  - 隆山県
- 土司
  - 安定土司
  - 古零土司
  - 興隆土司
  - 旧城土司
  - 遷隆峒土司
  - 定羅土司
  - 都陽土司
  - 白山土司